# Cláudio Zoli
Cláudio Francisco Santos Silva (São Gonçalo, 13 de maio de 1964) mais conhecido como Cláudio Zoli é um cantor e compositor brasileiro. Foi vocalista da banda Brylho.

## Biografia
Nascido em São Gonçalo, Rio de Janeiro, Cláudio Zoli cresceu ouvindo soul music (Marvin Gaye, Stevie Wonder, Tim Maia) e começou a cantar e a tocar violão ainda garoto. Sua estreia profissional foi aos 17 anos de idade na banda de Cassiano, que se tornaria o seu guru. Em 1982, com sua voz e sua guitarra, Zoli ajudou a fundar a banda Brylho que, no ano seguinte, estourou nacionalmente com a música "A Noite do Prazer". 
A banda acabou em 1985 e, no ano seguinte, ele estaria lançando o seu primeiro disco solo, "Livre Para Viver". Três anos depois, Zoli voltou a ser sucesso quando Marina Lima gravou "À Francesa", parceria com o irmão da cantora, Antônio Cícero. Mais tarde, Elba Ramalho gravou sua "Felicidade Urgente". A carreira de intérprete, porém, começou a não ir tão bem, e ele passou em 1993 pelo grupo Tigres de Bengala (com Ritchie e Vinícius Cantuária). Em 1999, Zoli retomou a carreira solo (interrompida por oito anos) com "Férias", álbum no qual acrescentou elementos do rap e do R&B ao seu tradicional soul-funk-samba.

## Vida pessoal
Cláudio é pai de três filhos. Em 1986 nasceu o Lucas, que ingressou em 2005 na carreira musical, até mesmo participando de alguns shows com seu pai. Em 1989 nasceu o Pedro, que também seguiu carreira musical e também já participou de show com ele. E em 1992 nasceu seu filho João que foi atleta de bodyboard e conseguindo inúmeras premiações. João formou uma dupla musical com Pedro chamada Dois Z e foi participante do reality show "A Fazenda 10" da RecordTV  em 2018.

## Discografia

### Solo
- 2014 Amar e Amanhecer
- 2009 Diamantes
- 2005 Zoli Clube
- 2003 Sem Limite no Paraíso
- 2003 Na Pista Ao Vivo (DVD)
- 2002 Remixado e Ao Vivo
- 2001 Na Pista
- 1999 Férias
- 1991 Fetiche
- 1988 Claudio Zoli
- 1986 Claudio Zoli

### Com o Tigres de Bengala
- 1993 Tigres de Bengala

### Com o Brylho
- 1983 Brylho